# La Loggia
La Loggia (piemontesisch la Lògia) ist eine Gemeinde in der italienischen Metropolitanstadt Turin (TO), Region Piemont.

## Lage und Einwohner
La Loggia liegt knapp 15 km südlich vom Stadtzentrum von Turin entfernt. Das Gemeindegebiet umfasst eine Fläche von 12 km² und hat 8724 Einwohner (Stand 31. Dezember 2023).
Die Nachbargemeinden sind Moncalieri, Vinovo und Carignano.

## Geschichte

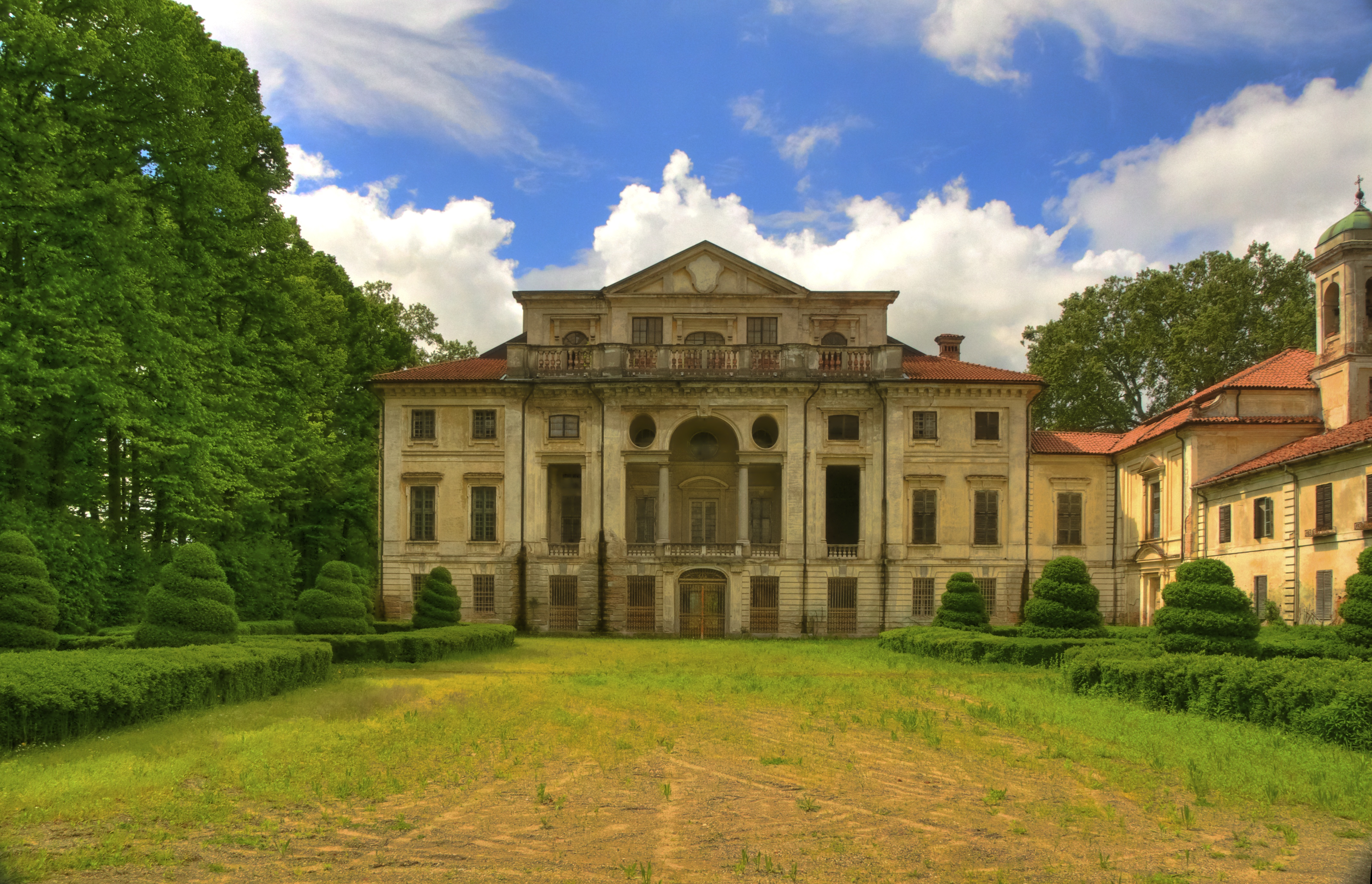
Villa Carpeneto

Zum ersten Mal erscheint der Name La Loggia am 16. Februar 1396. Bei der Urkunde handelt es sich um einen Vertrag, der bescheinigt, dass Giacomo Darmelli das Eigentum am „Ort der Loggia“ erwirbt.
Als die Gemeinde La Loggia im Jahr 1817 gegründet wurde, waren die Galli die bedeutendste Familie der Stadt und leisteten einen entscheidenden Beitrag zur Wirtschafts- und Verwaltungsstruktur der jungen Gemeinde. Mit Maria Laura Galli, von den Loggia-Leuten „La Contessina“ genannt, erlosch 1978 der Loggia-Zweig der Galli-Familie.